# ویتامین سی (خواننده)
کلین آن فیزپاتریک (به انگلیسی: Colleen Ann Fitzpatrick) خواننده، ترانه‌سرا، تهیه‌کننده موسیقی، رقاص و بازیگر آمریکایی است که بیشتر با نام هنری ویتامین سی شناخته می‌شود. او در فیلم‌های اسپری مو، بیشتر از این بگیر، دروغگوی دروغگو، جادوگر هیپ‌هاپ، اسکری مووی ۲ و دراکولا ۲۰۰۰ بازی کرده است.